# Бахарев, Сергей Викторович
Серге́й Ви́кторович Ба́харев (24 июня 1961 — 20 июля 2019) — российский дипломат. Чрезвычайный и полномочный посол (2019).

## Биография
Окончил МГИМО МИД СССР (1984). На дипломатической работе с 1984 года. Владел английским и сомалийским языками.
Всю свою дипломатическую карьеру Сергей Викторович Бахарев связал с Африканским направлением внешней политики СССР и России, внёс весомый личный вклад в формирование и реализацию курса на развитие и укрепление многогранных и традиционно дружественных отношений России со странами Африки.
После окончания МГИМО С. В. Бахарев работал на различных должностях в центральном аппарате и посольствах СССР/России в Сомали и Кении.
В 1999—2002 годах являлся советником Посольства России в ЮАР.
В 2002—2013 годах — советником, старшим советником, начальником отдела, заместителем директора Департамента Африки МИД России.
С 26 марта 2013 по 26 июня 2019 года — чрезвычайный и полномочный посол России в Зимбабве. Верительные грамоты вручил 19 июня 2013 года.
С 26 марта 2013 по 26 июня 2019 года — чрезвычайный и полномочный посол России в Малави по совместительству. Верительные грамоты вручил 13 августа 2013 года.
20 июля 2019 года скоропостижно скончался. Похоронен в Москве, на Троекуровском кладбище.

## Дипломатический ранг
- Чрезвычайный и полномочный посланник 2 класса (16 июля 2012)[5].
- Чрезвычайный и полномочный посланник 1 класса (29 мая 2015)[6].
- Чрезвычайный и полномочный посол (11 июня 2019)[7].

## Награды
- Благодарность президента Российской Федерации (25 марта 2013) — За вклад в реализацию внешнеполитического курса Российской Федерации[8].

## Семья
Был женат. Имеет сына и дочь. От первого брака имеет дочь.